# ترافيس والتون (كرة سلة)
ترافيس والتون (بالإنجليزية: Travis Walton)‏ مواليد 24 أغسطس 1987 في ليما، هو مدرب كرة سلة أمريكي ولاعب معتزل. بدأ مسيرته الاحترافية في سنة 2009. يدرب في دوري الرابطة الوطنية لفئة التطوير. يبلغ طوله 6 قدم 2 بوصة (1.9 م). اعتزل اللعب في 2012.

## المسيرة الاحترافية
لعب مع راتيوفارم أولم في الدوري الألماني في موسم 2010–2011، ثم لعب مع فورت واين ماد أنتس في سنة 2012، ثم لعب مع كانتون شارج في سنة 2012.

## روابط خارجية
- ترافيس والتون على موقع كرة السلة الأوروبية.كوم (الإنجليزية)
- ترافيس والتون على موقع كلية كرة السلة في سبورتس رفرنس.كوم (الإنجليزية)
- ترافيس والتون على موقع ريلجم (الإنجليزية)
- ترافيس والتون على موقع بروبوليرز (الإنجليزية)
- ترافيس والتون على موقع سبورتس رفرنس (الإنجليزية)